# Fanny Dreyer
Pour les articles homonymes, voir Dreyer.
Fanny Dreyer, née en 1987 à Fribourg, est une artiste suisse. Elle est illustratrice, graphiste, décoratrice et réalisatrice de films d'animation. Elle est également auteure et illustratrice de littérature jeunesse.

## Biographie

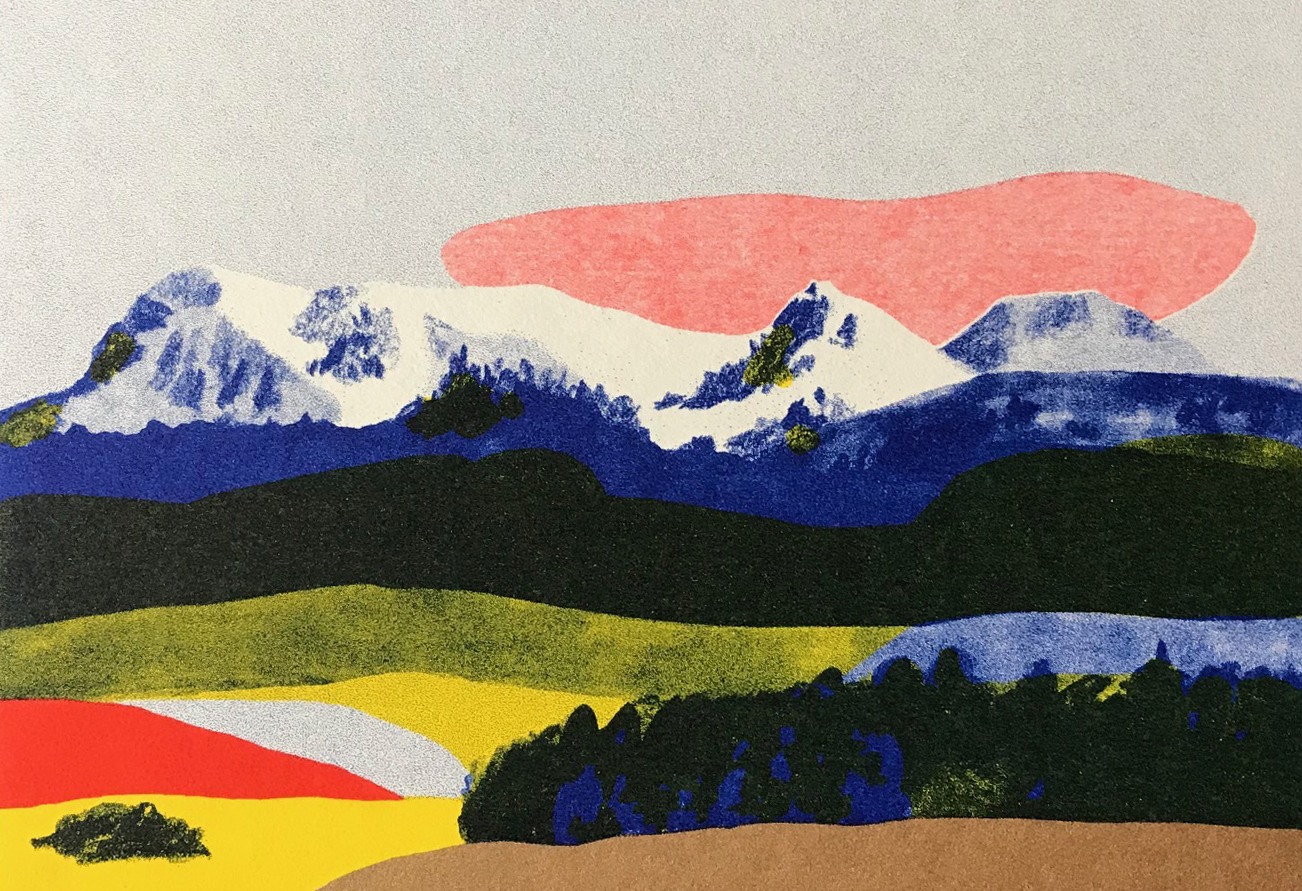
Montagnes par Fanny Dreyer.

Fanny Dreyer naît en 1987 à Fribourg.
Durant ses études au collège Saint-Michel de Fribourg, où elle passe en 2007 son baccalauréat option art visuel, Fanny Dreyer travaille comme stagiaire décoratrice sur plusieurs courts-métrages d'animation. Elle entre ensuite à l'Académie royale des Beaux-Arts de Bruxelles en section illustration où elle obtient son master en juin 2011 en présentant plusieurs projets de livres personnels. Après ses études, elle travaille sur différents projets en illustration de livres jeunesse mais aussi pour la presse et le domaine culturel, pour des agences de graphisme et collabore avec différents artistes suisses et bruxellois. Elle travaille également comme décoratrice et accessoiriste pour des courts-métrages avant de réaliser elle-même de petits films d'animation.
Elle anime également des ateliers pour enfants et, en 2013, elle crée avec Chloé Perarnau le fanzine bruxellois bilingue pour enfants Cuistax,,,.
Elle présente une forme de synesthésie, par laquelle elle voit les lettres en couleur, particulièrement les voyelles : 

« Quand je dis « Fanny », le a est très rouge et le i est super jaune. Les consonnes viennent atténuer ou relever les teintes des voyelles. C’est très problématique pour l’orthographe. Je ne photographie pas vraiment le mot, je vois juste des couleurs et j’ai du mal à l’écrire correctement. »

 Elle écrit durant ses études à l'Académie royale des Beaux-Arts de Bruxelles Pourquoi je n’aime pas le a qui traite de cette thématique.
En 2023, elle illustre l'album jeunesse Collections, sur un texte de Victoire de Changy, autour de la passion de collectionner. Pour Marine Landrot, dans son avis critique pour Télérama : « La vision des trésors accumulés [...] aurait pu suffire à notre bonheur. D’autant qu’ils sont somptueusement mis en valeur par l’illustratrice Fanny Dreyer, déjà repérée avec son album La Colonie de vacances, pour sa science des couleurs désaltérantes et de la fantaisie gorgée d’émotion. Ici, elle varie les jeux d’échelle et de formes, mêle le réalisme et le surnaturel, l’amusement et le recueillement, pour mieux dire l’envahissement intérieur et extérieur de ces marottes qui tournent en passions de survie. »

## Style artistique
Fanny Dreyer aime représenter des animaux et des paysages, surtout montagneux.

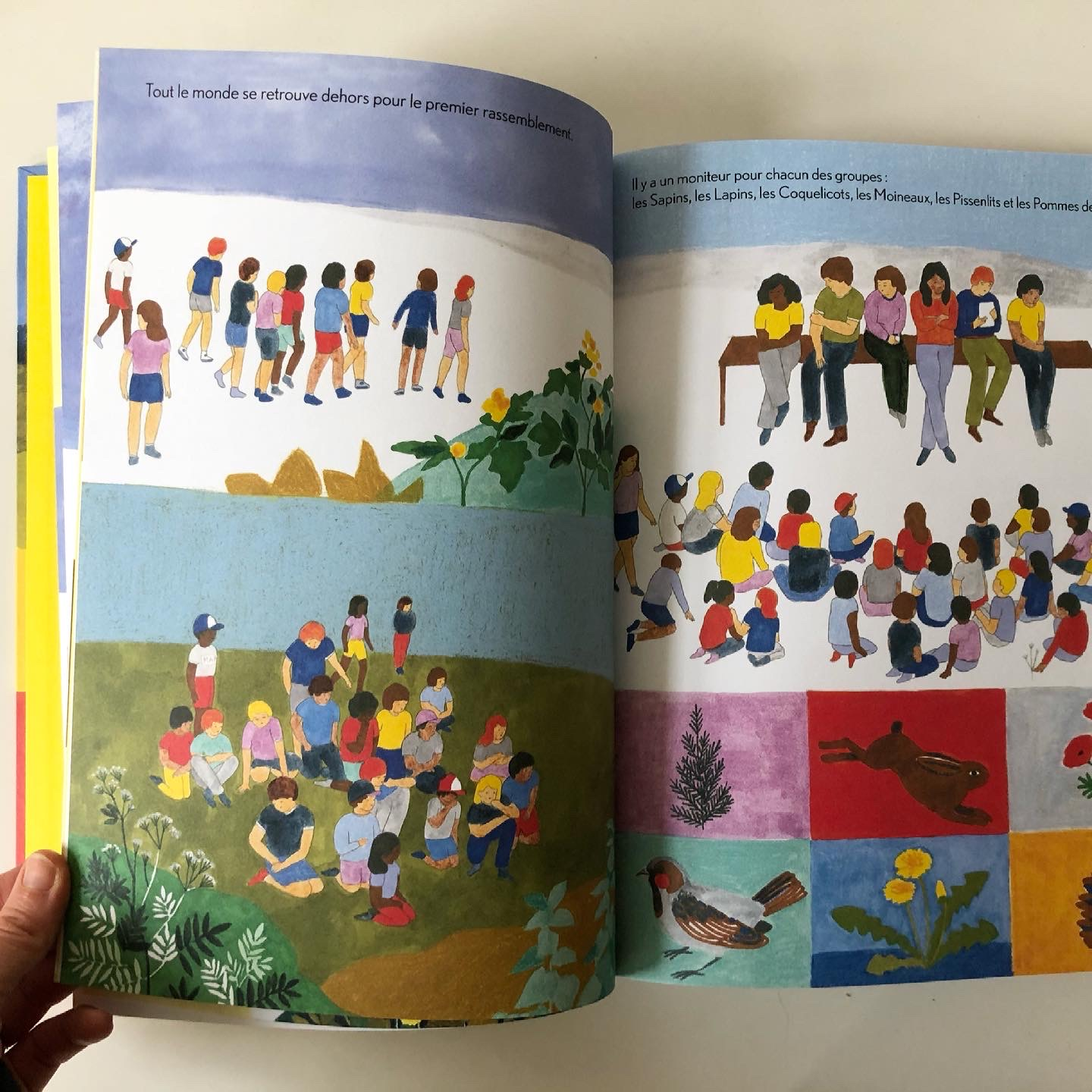
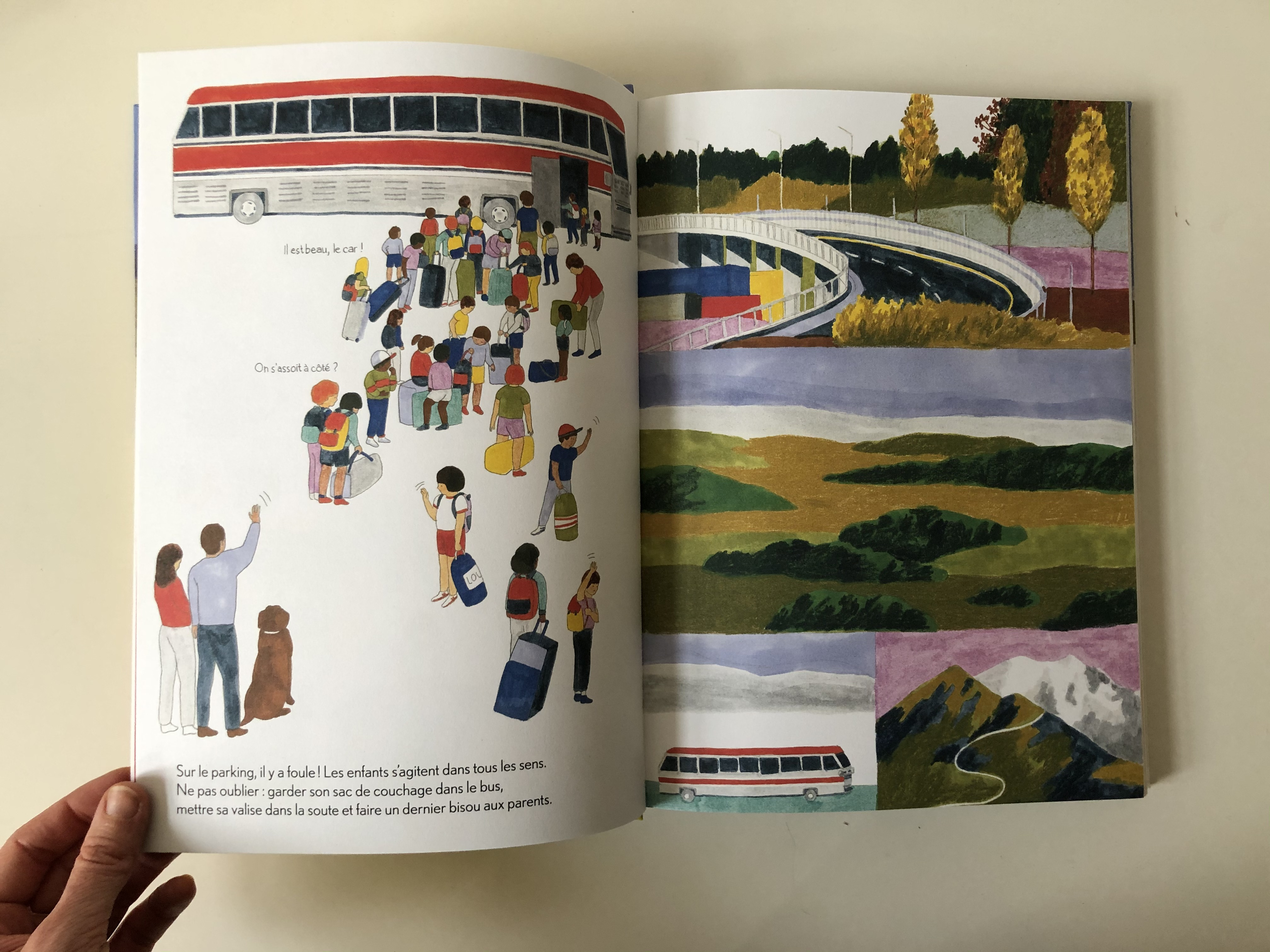
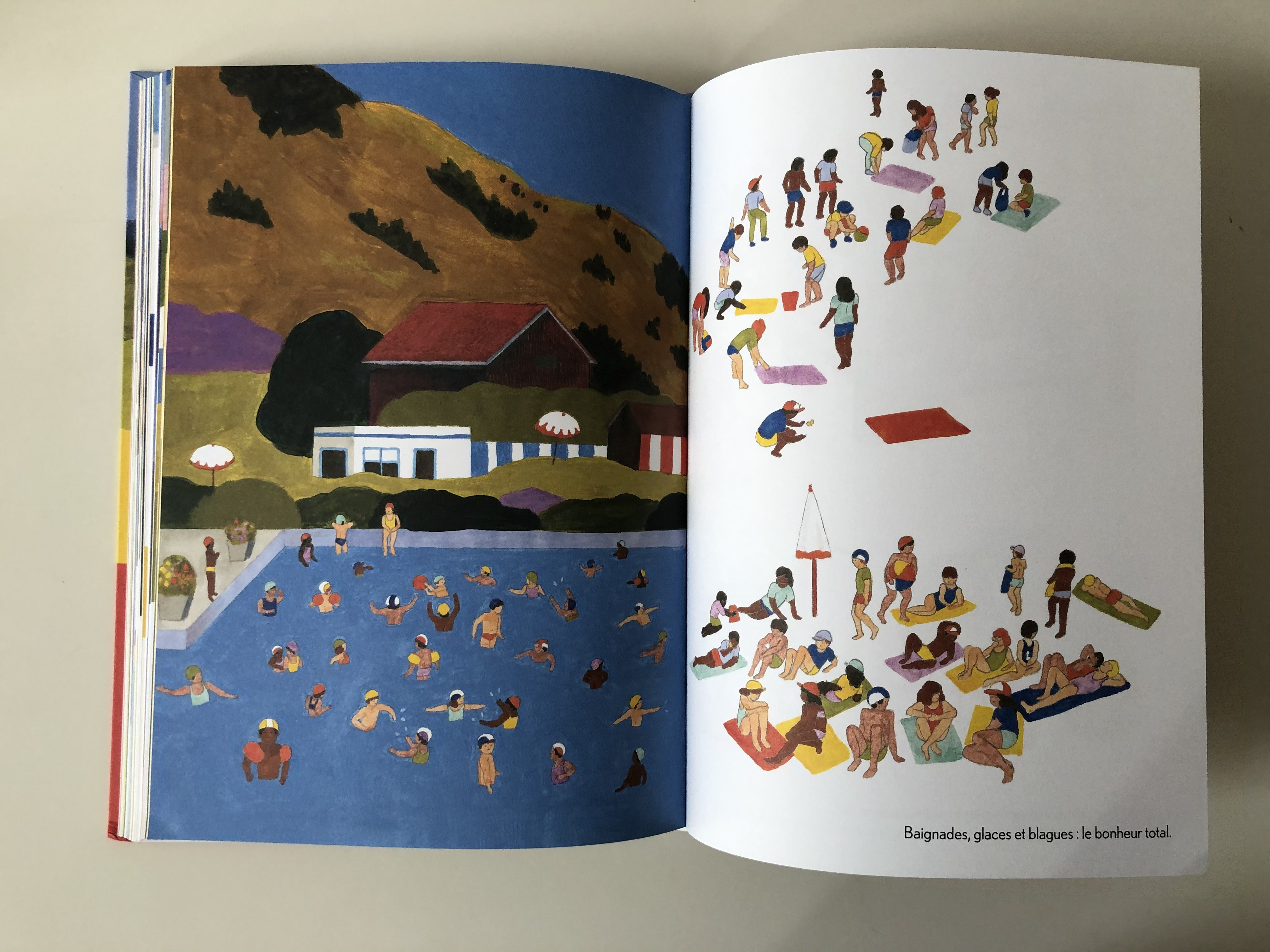
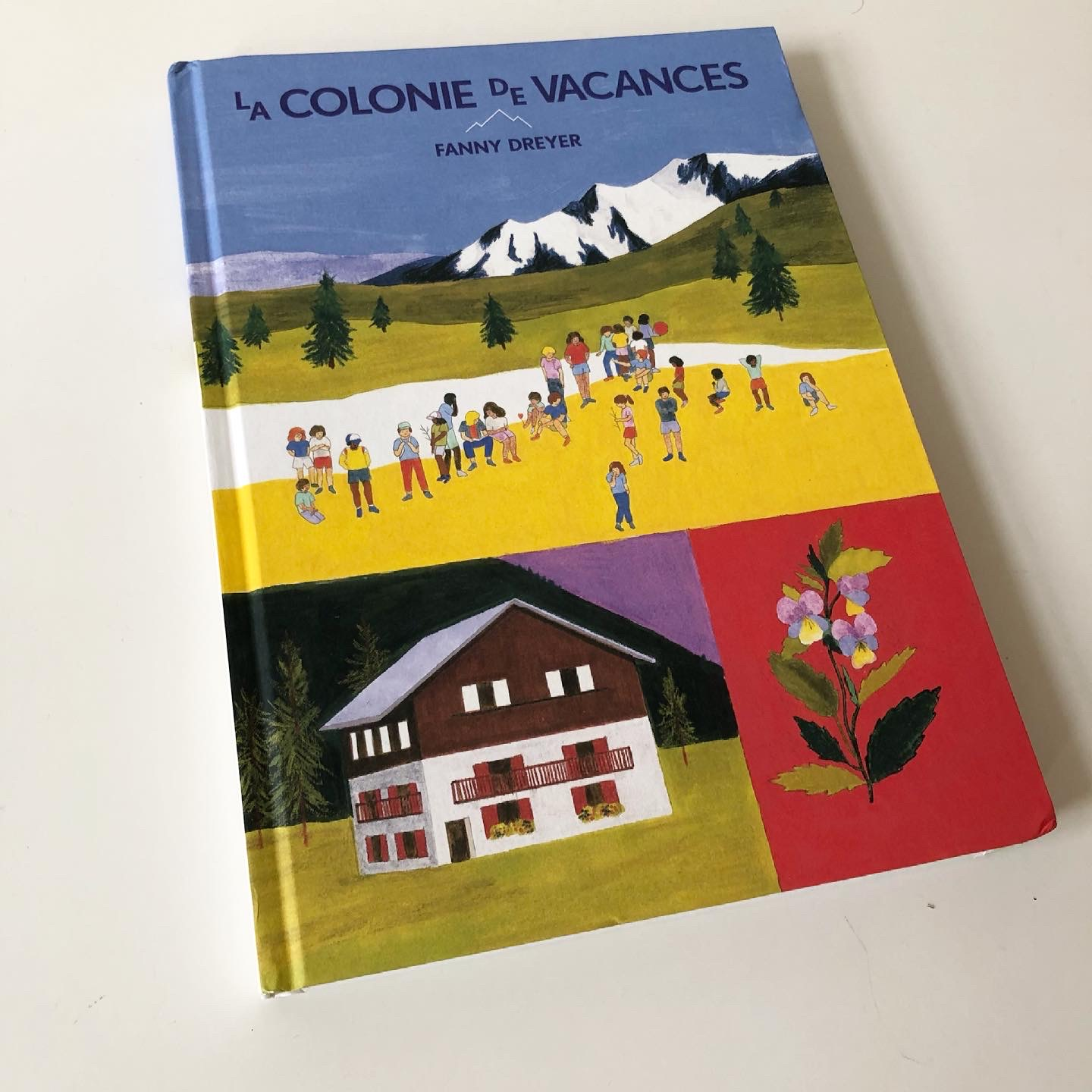

« Son style singulier, [...] mélange de texture picturale et d'efficacité graphique, mais [...] comme en réserve, tandis que la représentation de la nature occupe le premier plan et s'offre gracile, nue et troublante. Ses images elles aussi vagabondent, s'autorisent des échappées buissonnières ou imaginaires, mais ramènent, toujours, à la beauté du livre, celle d'un conte, d'une écriture et d'une poésie visuelle remarquablement conjugués »

— Sophie Van der Linden

« Les couleurs sont franches chez Fanny Dreyer. Tranchées, contrastées, elles ne se soucient pas forcément de la réalité »

— « Dans l'antre d'artistes : Fanny Dreyer », Bruzz,‎ 7 janvier 2014.

« Les forêts de sapins, les cailloux mystérieux, les montagnes qui observent, les fleurs et les mauvaises herbes ne sont jamais très loin dans ses illustrations, comme autant de souvenirs de son enfance qu'elle dépose dans ses images. »

— Le livre sur les quais, 
.

## Œuvres

### Autrice et illustratrice
- 2013 : Le Petit Monde de Lou, imagier, La Joie de Lire.
- 2017 : La Poya, leporello, La Joie de Lire[12].
- 2018 : Les Pensées de Suzie, album, Fédération Wallonie-Bruxelles.
- 2021 : La Colonie de vacances, album, Albin Michel Jeunesse[13].

### Illustratrice

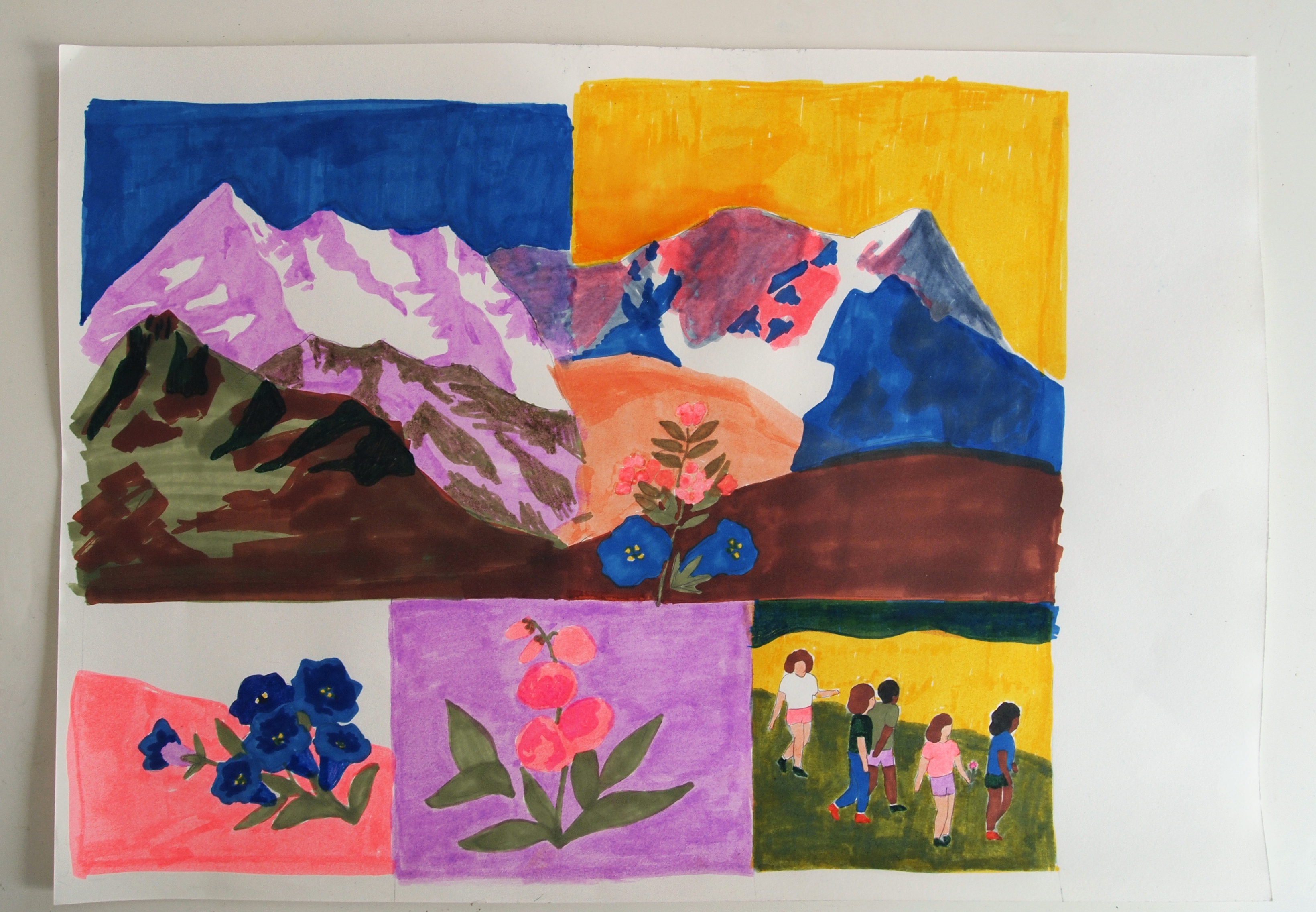

- 2012 : Le Mystère du Monstre, réédition avec de nouvelles illustrations du récit publié par S. Corinna Bille en 1966 au sujet de l'affaire du Monstre du Valais, Joie de lire[3],[14]. Prix Arolla 2013 de la Rencontre internationale du livre de montagne d'Arolla[15].
- 2013 : Les Musiciens de Brême, conte des Frères Grimm, La Joie de Lire.
- 2014 : Le Journal de Marie-Mélie, documentaire de Bridget et Caroline Dommen, La Joie de Lire.
- 2014 : Planches de dessin sur le thème du logement public, à l'occasion du 125e anniversaire du Réseau Brabançon pour le Droit au Logement[16]  ainsi que l'affiche de la matinée de l'habitat léger[17].
- 2014 : La Dame de l'ascenseur, album d'Olivier Sillig, La Joie de Lire.
- 2015 : La Nuit de Saint-Nicolas de Catherine Metzmeyer.
- 2016 : Moi, canard pièce de théâtre de Ramona Bădescu, Cambourakis, 2016, réécriture du conte de Hans Christian Andersen Le Vilain Petit Canard[11].
- 2016 : 1700 et des poussières : trente-six façons de raconter le Canton de Fribourg, album collectif, Fleurs bleues.
- 2017 : 1987-2017 : petit répertoire du temps qui passe, collectif, La Joie de Lire.
- 2019 : Jour de fête : fête des Vignerons, roman de Blaise Hofmann sur la Fête des Vignerons, La Joie de Lire[18],[19],[20],[21],[22].
- 2023 : Collections[10], texte de Victoire de Changy, éd. La Partie, 2023, prix suisse du livre jeunesse 2024[23]

## Filmographie

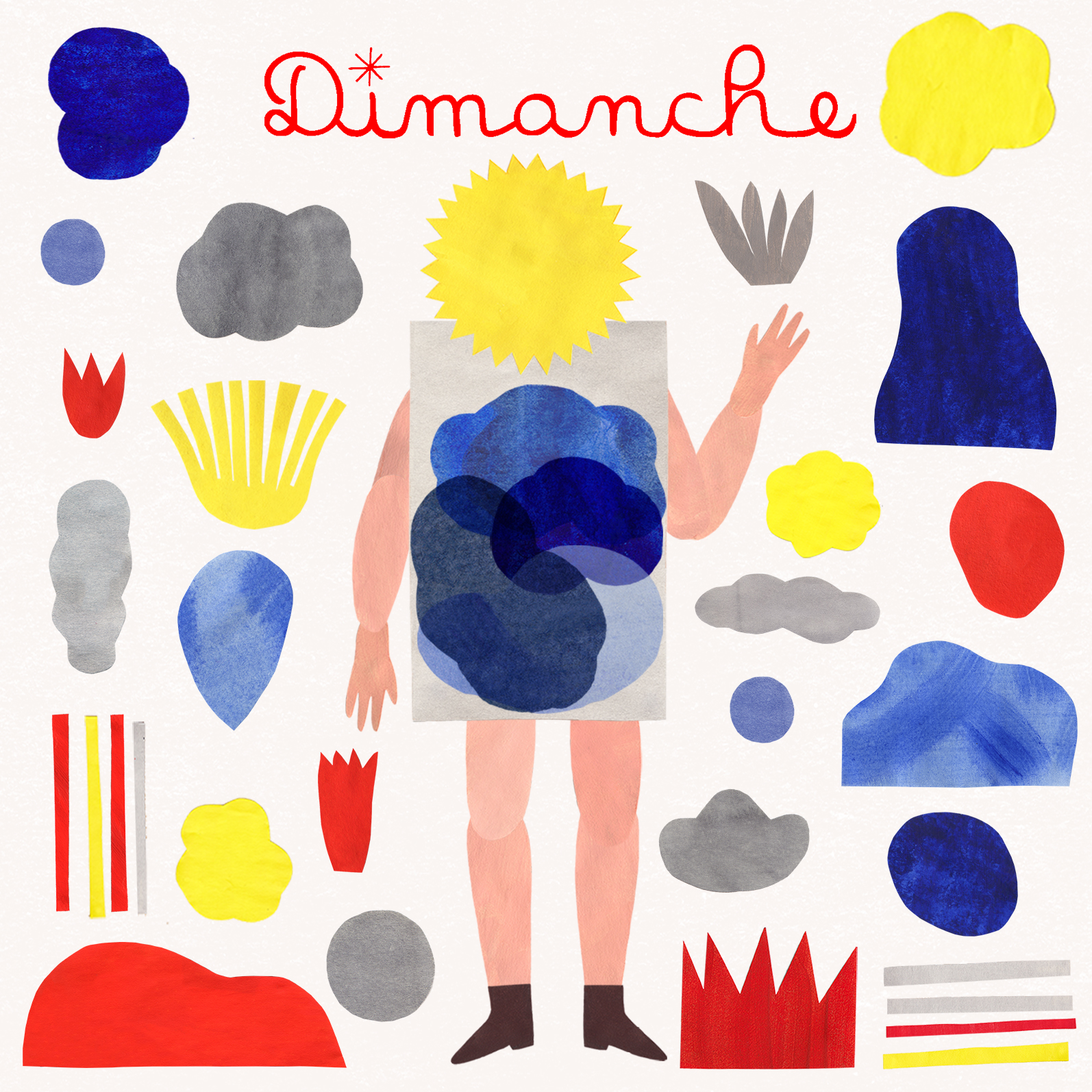
Carton du film Dimanche.

- 2018 : Dimanche, court métrage musical d'animation, co-réalisé avec la musicienne Gaël Kyriakidis et produit par Frédéric Guillaume[24],[25].

## Expositions
- 2018 : Exposition Dimanche, Le Musée de poche[26], Paris
- 2023 : Exposition La Colonie de vacances, théâtre de Vanves[27]